# Valognes
Valognes ist eine französische Gemeinde mit 6896 Einwohnern (Stand 1. Januar 2022) im Département Manche in der Region Normandie. Sie gehört zum Arrondissement Cherbourg und zum Kanton Valognes. Die Einwohner heißen Valognais.

## Toponymie
Valognes leitet sich aus dem Lateinischen vallis (dt. Tal), mit der toponymischen lateinischen Nachsilbe -onia, ab.
Alleaume ist ein Stadtviertel. Alauna leitet sich aus dem Gallischen ab und bedeutet wahrscheinlich Höhe (es herrscht eine Ungewissheit, vgl. Les Moitiers-d’Allonne auch auf der Halbinsel Cotentin).

## Geographie
Die Gemeinde liegt rund 20 Kilometer südlich von Cherbourg am Fluss Merderet im Zentrum der Halbinsel Cotentin. Im Nordosten liegt das Val de Saire, im Südosten liegt das Plain, im Nordwesten liegt La Hague und im Südwesten liegt die Côte des Isles.
Nachbargemeinden sind Tamerville im Norden, Huberville im Osten, Flottemanville und Lieusaint im Süden, Yvetot-Bocage im Südwesten sowie Saint-Joseph im Nordwesten.

### Verkehrsanbindung
Valognes liegt an der Kreuzung von sieben Straßen. Zwei kommen aus der Bretagne und dem Pariser Becken und fünf andere führen strahlenförmig an die 200 km lange Küste der Halbinsel Cotentin.
Valognes wird von der vom Département Manche betriebenen Buslinie Manéo Nr. 1 angefahren (Buslinie Saint-Lô-Carentan-Valognes-Cherbourg).
Die Züge der Eisenbahnstrecke Paris-Cherbourg halten in Valognes an.

## Geschichte
Die Stadt befindet sich nahe der galloromanischen Stadt Alauna oder Alaunia (heute heißt ein Stadtviertel Alleaume).
Als sich im Jahr 1047 der damals 19-jährige Herzog Wilhelm in Valognes aufhielt, wurde er vor einer Verschwörung der Ritter der Westnormandie gewarnt, die seine Herrschaft nicht anerkennen wollten. Er floh in Richtung Südosten und überquerte in der Nacht das Baie des Veys. Aus Angst, erkannt zu werden, mied er die Städte. Er kam in die Gegend von Bayeux an, wo er von einem treuen Ritter empfangen und von dessen Söhnen bis nach Falaise geführt wurde. Er bat den französischen König Heinrich I. um Hilfe. Gemeinsam mit dem französischen Heer gewann er in Val-ès-Dunes.
Valognes war während des Mittelalters stark befestigt, wurde aber dennoch von Eduard III. von England im Hundertjährigen Krieg geplündert. Die Burg wurde vollständig von Ludwig XIV. zerstört. Die Blütezeit im 17. und 18. Jahrhundert, von der noch heute zahlreiche Stadtpalais künden, brachte der Stadt den Beinamen „Versailles der Normandie“ ein.
Während des Zweiten Weltkrieges befand sich in Valognes ein Internierungslager in den Räumen des besetzten Hôtel du Mesnildot de la Grille (Institution Sainte-Marie, 18 rue des Religieuses). Es soll das einzige Lager in Frankreich sein, wo durch die deutsche Besatzungsmacht Zwangssterilisationen an Sinti- und Roma-Frauen durchgeführt worden sind. Vom 6. bis 8. Juni 1944 wurde der von Deutschen besetzte Ort von der alliierten Luftwaffe bombardiert. Dabei gab es 214 Tote. Am 20. Juni 1944 wurde Valognes befreit. Die Bausubstanz war zu 75 % zerstört.
Heute trägt Valognes trotz erheblicher Zerstörung während der Operation Overlord nach der Landung der Amerikaner im Jahre 1944 das offizielle Prädikat „Kultur- und Geschichtsstadt“. Die Kirche Notre Dame aus dem 14. Jahrhundert, welche die einzige gotische Kuppel (von 1612) in Frankreich besaß, wurde im Verlaufe der Schlacht zwischen den Deutschen und den Alliierten zerstört.

### Bevölkerungsentwicklung
| Jahr                       | 1962 | 1968 | 1975 | 1982 | 1990 | 1999 | 2007 | 2018 |
| Einwohner                  | 5481 | 5932 | 5871 | 6727 | 7412 | 7537 | 7235 | 6827 |
| Quellen: Cassini und INSEE |      |      |      |      |      |      |      |      |

## Wirtschaft und Infrastruktur
Valognes ist ein alter Mittelpunkt landwirtschaftlicher Märkte und Messen sowie von Handel und Handwerk. Neben der Milchverarbeitung findet man heute Betriebe der Industrieschreinerei, der Bekleidungsindustrie und des Bauhandwerks.
Von großer Bedeutung ist Valognes für die nahegelegene Wiederaufarbeitungsanlage La Hague, da der Bahnhof von Valognes die Verladestation für Atommüllbehälter zwischen den Straßen- und Schienentransporten auf der Eisenbahnstrecke Paris-Cherbourg ist.
Valognes verfügt über ein Gymnasium (Lycée), zwei Collèges sowie sieben Kindergärten und Grundschulen.

## Sehenswürdigkeiten
- Ruinen der römischen Thermen im Stadtteil Alleaume (lateinisch: Alauna).
- Hôtel Beaumont, Stadtpalais des Adels aus dem 18. Jahrhundert („Versailles der Normandie“) mit großer Ehrentreppe und französischem Garten.
- Pfarrkirche Saint-Malo. Nach Zerstörungen 1944 und Wiederaufbau heute vorhanden: Gotischer Chor (15. Jahrhundert) sowie Kirchenschiff und Turmrekonstruktion der Nachkriegszeit (1957 bis 1962, Architekt: Yves-Marie Froidevaux)
- Die alte königliche Benediktinerabtei, die 1625 gegründet und 1810 in ein Krankenhaus umgewandelt wurde.
- Das Cidre-Museum (Apfelwein-Museum) im „Maison du Grand Quartier“, einer ehemaligen Färberei am Fluss Merderet, denkmalgeschütztes Gebäude aus dem 15. Jahrhundert.
- Das ehemalige Priesterseminar wurde ab 1654 an Stelle des alten Schlosses der Bischöfe von Coutances errichtet (heute: Lycée Henri Cornat).
- Benediktinerinnen-Abtei „Notre-Dame de Protection“. Ursprünglich Kapuzinerkloster von 1630 bis 1789; 1944 schwer zerstört und von 1955 bis 1957 wiederaufgebaut (Architekt: Jacques Prioleau). Kirchenfenster von Léon Zack. Gemälde „Anbetung der Hirten“ von Laurent de La Hyre (1641).
- Hôtel de Thieuville: Stadtpalais aus dem 17. Jahrhundert, seit 1986 „Musée de l’eau de vie et des vieux métiers“ (Calvados- und Heimat-Museum).

## Städtepartnerschaften
- Wimborne Minster (Dorset) im Vereinigten Königreich
- Stolberg in Nordrhein-Westfalen (seit 1990/91)

## Persönlichkeiten
Die Auflistung ist chronologisch nach Geburtsjahr geordnet.
- Guillaume Mauquest de La Motte (1655–1737), Chirurg und Geburtshelfer, geboren in Valognes und dort Praxisinhaber
- Pierre Le Tourneur (1737–1788), Literat und Übersetzer
- Bon-Joseph Dacier (1742–1833), Philologe und Gräzist
- Félix Vicq d’Azyr (1748–1794), Arzt
- Jean-Pierre Baillod (1771–1853), französischer Général de division, verstarb in Valognes
- Georges Duval (1772–1853), Dramatiker
- Édélestand Du Méril (1801–1871), Romanist und Skandinavist
- Prudence Boissière (1806–1885), Lexikograf
- Théophile-Jules Pelouze (1807–1867), Chemiker
- Jules Barbey d’Aurevilly (1808–1889), Schriftsteller, wohnte in Valognes im Hôtel de Grandval-Caligny, wo manche seiner Erzählungen spielen
- Émile Burnouf (1821–1907), Indologe und Altphilologe
- Leon Marcotte (1824–1887), Architekt und Raumausstatter
- Léopold Victor Delisle (1826–1910), Archivar und Generalverwalter der Bibliothèque nationale de France von 1874 bis 1905
- Marie de la Croix (1840–1917), französische Ordensschwester und Mystikerin, mit 18 Jahren trat sie in das Kloster der Schwestern vom Kreuz in Valognes ein
- Félix Buhot (1847–1898), Maler, Radierer und Illustrator
- Gustave Le Rouge (1867–1938), Schriftsteller
- Camille Blaisot (1881–1945), französischer Minister, verstorben im KZ Dachau
- Paul Legentilhomme (1884–1975), General des französischen Heeres
- Jacques Bingen (1908–1944), Ingenieur, wichtige Person der Résistance, Compagnon de la Libération, als Kriegsverletzter in Valognes
- Flavie Flament (* 1974), Fernsehmoderatorin
- Benoît Arrivé (* 1975), Maire (Oberbürgermeister) von Cherbourg-en-Cotentin, Absolvent des Lycée Henri Cornat in Valognes
- Anthony Delaplace (* 1989), Straßenradrennfahrer
- Frédéric Guilbert (* 1994), Fußballspieler